# Friedr. Dick

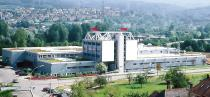
Unternehmensgelände Deizisau

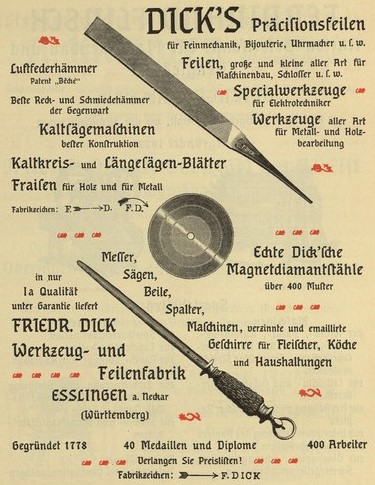
Weltausstellung Paris 1900

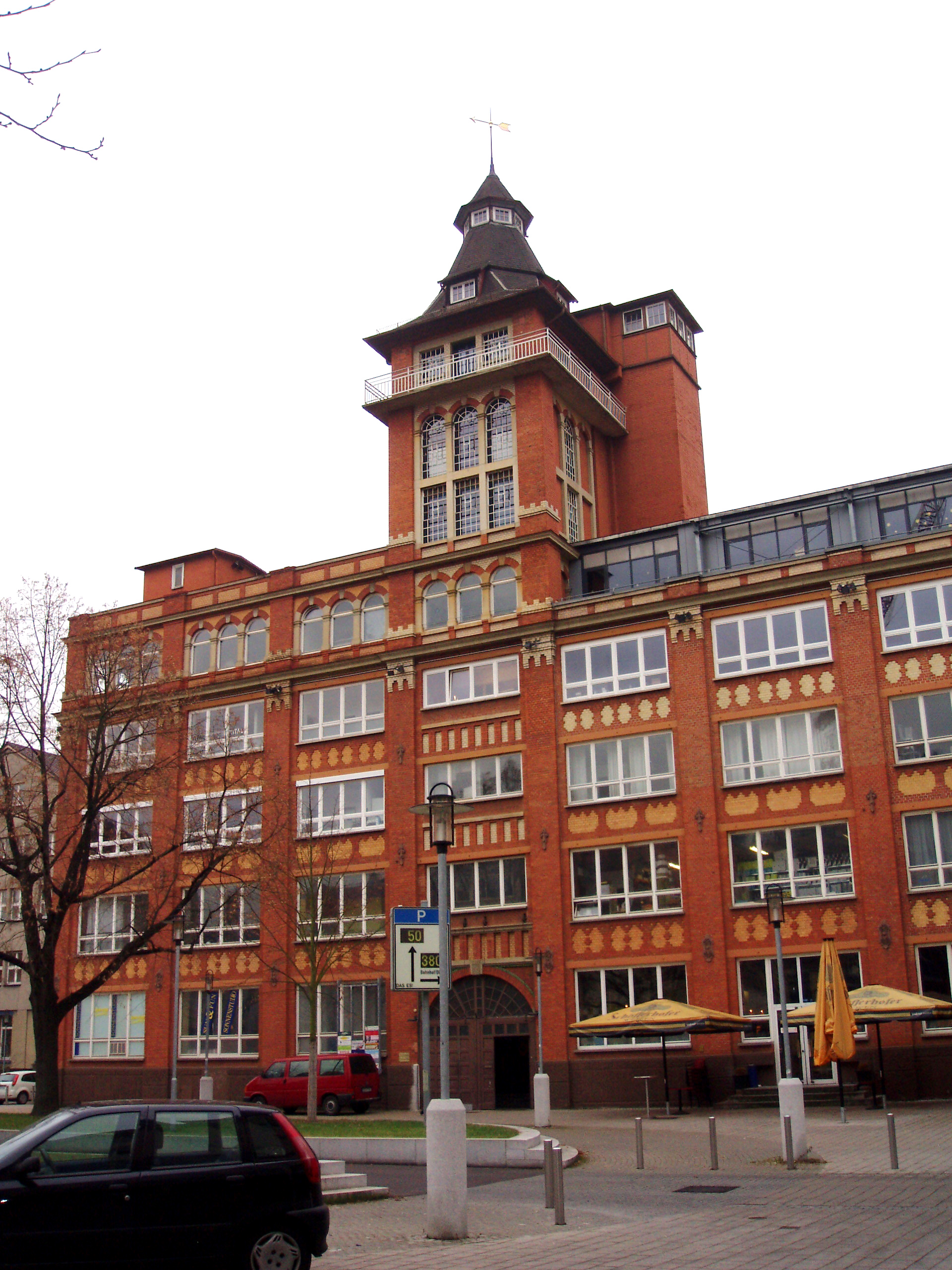
Ehemaliges Fabrikgebäude in Esslingen

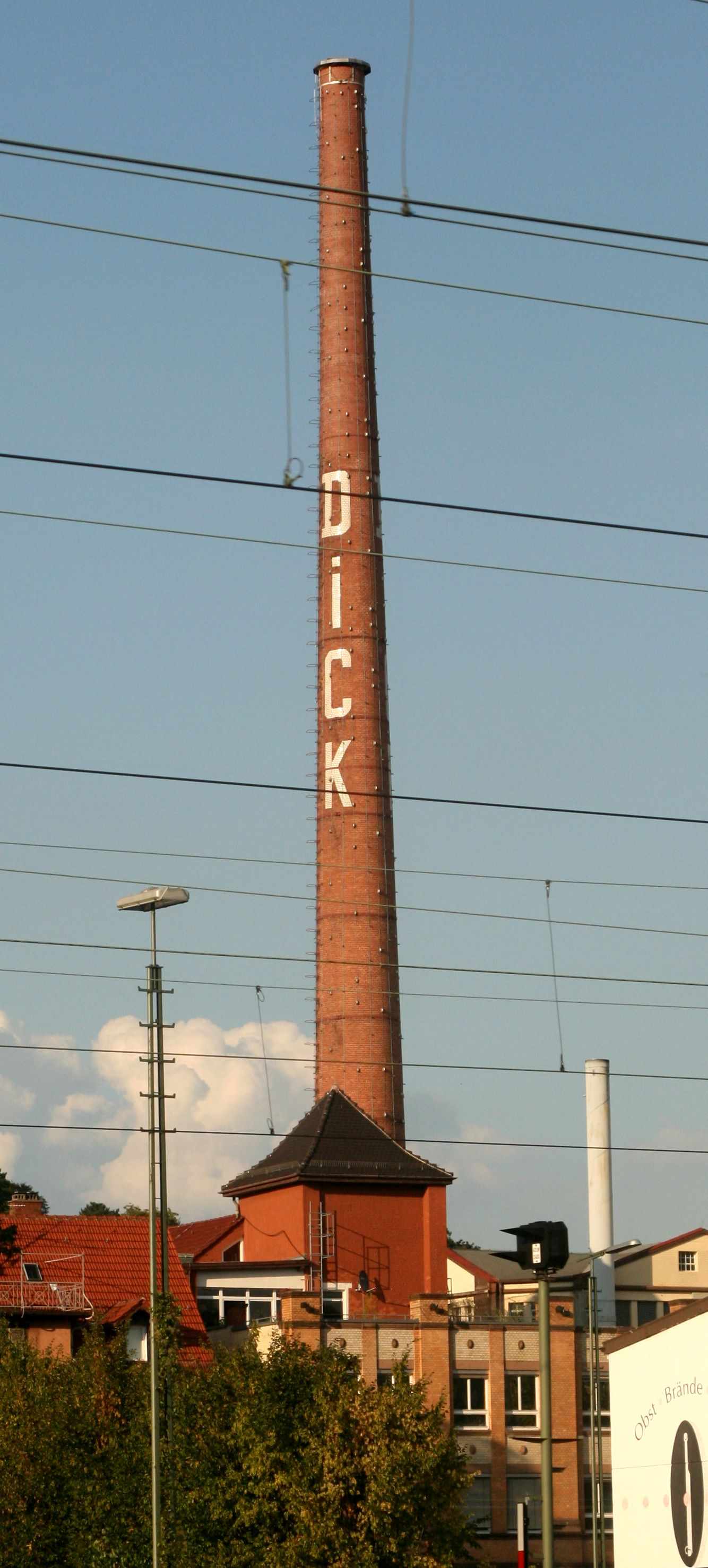
Fabrikschornstein auf dem Dick-Areal in Esslingen

Die Friedr. Dick GmbH & Co. KG mit Sitz in Deizisau bei Esslingen am Neckar ist ein familiengeführtes mittelständisches Unternehmen und stellt Schneidwaren (Messer, Scheren und Zubehöre wie Wetzstähle) und weitere Werkzeuge für das Koch- und Fleischerhandwerk her. Dick bezeichnet sich selbst als Marktführer.
Die bekanntesten Produkte des Unternehmens sind Feilen und Messer. Des Weiteren werden Schleifmaschinen und Hufbeschlagwerkzeuge und weitere Spezialwerkzeuge, z. B. für den Musikinstrumentenbau hergestellt.
Zum Unternehmen gehören die Tochterunternehmungen der Von den Steinen GmbH & Co. KG und die SPONTAN I Trenn- und Entgrattechnik GmbH beide mit Sitz in Remscheid. In Bayreuth befindet sich ein zweiter Produktionsstandort von Dick. Das Unternehmen hat Niederlassungen in China, Italien und in den Vereinigten Staaten Arrow Brand Realty.

## Geschichte
Im Jahre 1778 gründete Johann Friedrich Dick in Esslingen eine Feilenhauerwerkstatt. 1873 wurde das Unternehmen von Paul Friedrich Dick übernommen. In dieser Zeit wurde die Wetzstahlproduktion begonnen, der Aufbau der ersten Fabrik folgte fünf Jahre später. Zu diesem Zeitpunkt waren 20 Mitarbeiter in der Fabrik beschäftigt. Im Jahre 1881 wurde dort die erste Feilenhaumaschine Deutschlands in Betrieb genommen.
1889 folgte der Umzug in eine größere Fabrik in Esslingen. Die Belegschaft zählte zu diesem Zeitpunkt 100 Mitarbeiter. Mit weiteren Spezialwerkzeugen, Messern und Spaltern wurde die Produktpalette weiter ausgebaut. Das Unternehmen orientierte sich früh am internationalen Markt, so zum Beispiel durch die Teilnahme an den Weltausstellungen in den USA in den Jahren 1893 sowie 1904.
1924 und 1977 wurden Tochterunternehmen in Wiernsheim und Bayreuth gegründet. Im Jahr 1997 folgte der Umzug nach Deizisau, dem heutigen Sitz des Unternehmens. Das ehemalige, unter Denkmalschutz stehende Fabrikgebäude in Esslingen wurde umgebaut und beherbergt heute das Freizeit- und Erlebniszentrum Das Dick.
Wilhelm Leuze, der Großneffe von Paul Friedrich Dick, ist seit 1989 Geschäftsführer und leitet das Unternehmen. Die Friedr. Dick GmbH & Co. KG befindet sich seit ihrer Gründung im Familienbesitz. In dieser Zeit wurden Vertriebsgesellschaften in mehreren Ländern gegründet und Firmen zugekauft. Das 2001 übernommene Unternehmen Pott aus Solingen wurde bereits 2006 wieder verkauft.

## Produkte

### Messer und Zubehör
Dick produziert hochwertige Kochmesser in verschiedenen Ausstattungen für den professionellen Bereich der Gastronomie und für den Privatkunden. 
Für das Fleischer-/Metzger-/Schlachterhandwerk wird ein Vollprogramm angeboten für alle Arbeitsbereiche von der Schlachtung und Zerlegung bis zum Bedarf für den Thekenbereich, wie unter anderem Fleischermesser, Hackmesser, Wetzstähle und andere Schärfhilfen sowie Stechschutzkleidung.

### Feilen, Raspeln
Zum Programm gehören Präzisionsfeilen (Nadelfeilen/Echappementfeilen, Riffelfeilen, Diamantfeilen) sowie Riffelraspeln. Sogenannte Historic-Raspeln besitzen einen beabsichtigt unregelmäßigen Schlag.
Sogenannte Dickofil-Werkzeuge sind Feilen und Entgrater für weiche Werkstoffe. Dick bietet auch Sonderanfertigungen. 

## Auszeichnungen
Mehrheitlich Kochmesser des Unternehmens wurden mit verschiedenen Preisen und Beurkundungen hinsichtlich Qualität und Design ausgezeichnet. Beispiele sind der red dot design award, der Design Plus Award und der „Innovationspreis KüchenInnovation“.
2013 wurde der „Messerblock 4 Knives“ ohne Bestückung mit dem ersten Platz im Wettbewerb des „Küche Award Technik“ ausgezeichnet.
In der Leserumfrage der Fachzeitschrift des „Messer-Magazin“ wurde das Santokumesser aus der Red Spirit-Serie mit dem dritten Platz in der Wahl zum Messer des Jahres 2013 ausgezeichnet.

## Soziales Engagement
Die Gesellschaft unterstützt diverse Köche-Nationalmannschaften, wie zum Beispiel in den USA, Irland, Kanada und Kroatien, sowie den Weltbund der Kochverbände (World Association of Chef Societies – WACS). Der gemeinnützige Verein Aktion Kinderträume – Verein der deutschen Fleischwirtschaft e. V. (Schirmherrin Margit Tönnies) hilft mit Sachspenden bedürftigen Kindern, Jugendlichen und deren Familien. Auch im Rahmen der Deutschen Zerlegemeisterschaft werden finanzielle Mittel für den Verein gesammelt.

## Film
- Ganz schön scharf! Der Messer-Hersteller Friedr. Dick in Deizisau. Dokumentarfilm, Deutschland, 2015, 29:26 Min., Buch und Regie: Gerd Ries, Produktion: SWR, Reihe: made in Südwest, Erstsendung: 22. Februar 2017 bei SWR Fernsehen, Inhaltsangabe von ARD, online-Video verfügbar bis 21. Februar 2018.